# Cammell Laird
Cammell Laird je britská loděnice sídlící v Birkenheadu v hrabství Merseyside. Založena byla roku 1828. Loděnice je stavitelem plavidel pro civilní i vojenský sektor, stejně jako opravárenským střediskem. Od svého založení loděnice postavila více než 1350 lodí.

## Historie

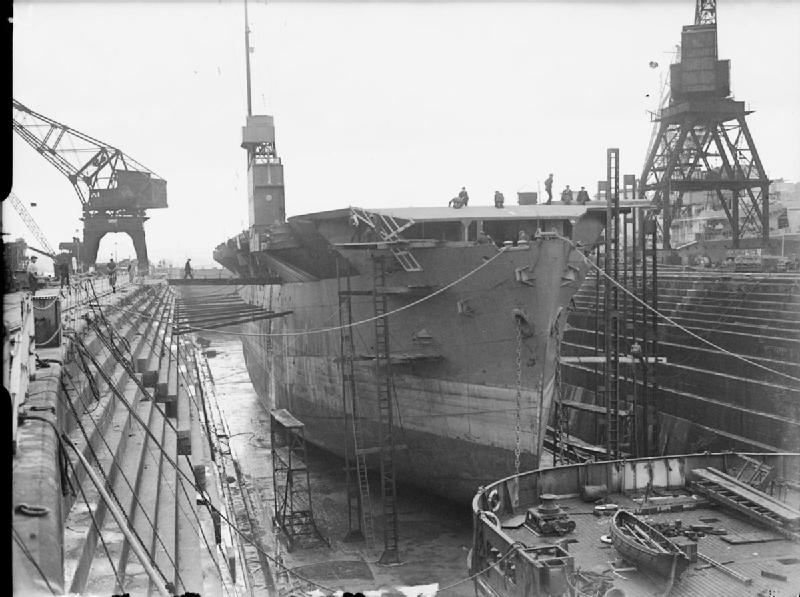
Obchodní letadlová loď MV Empire MacAlpine v suchém doku loděnice Cammell Laird

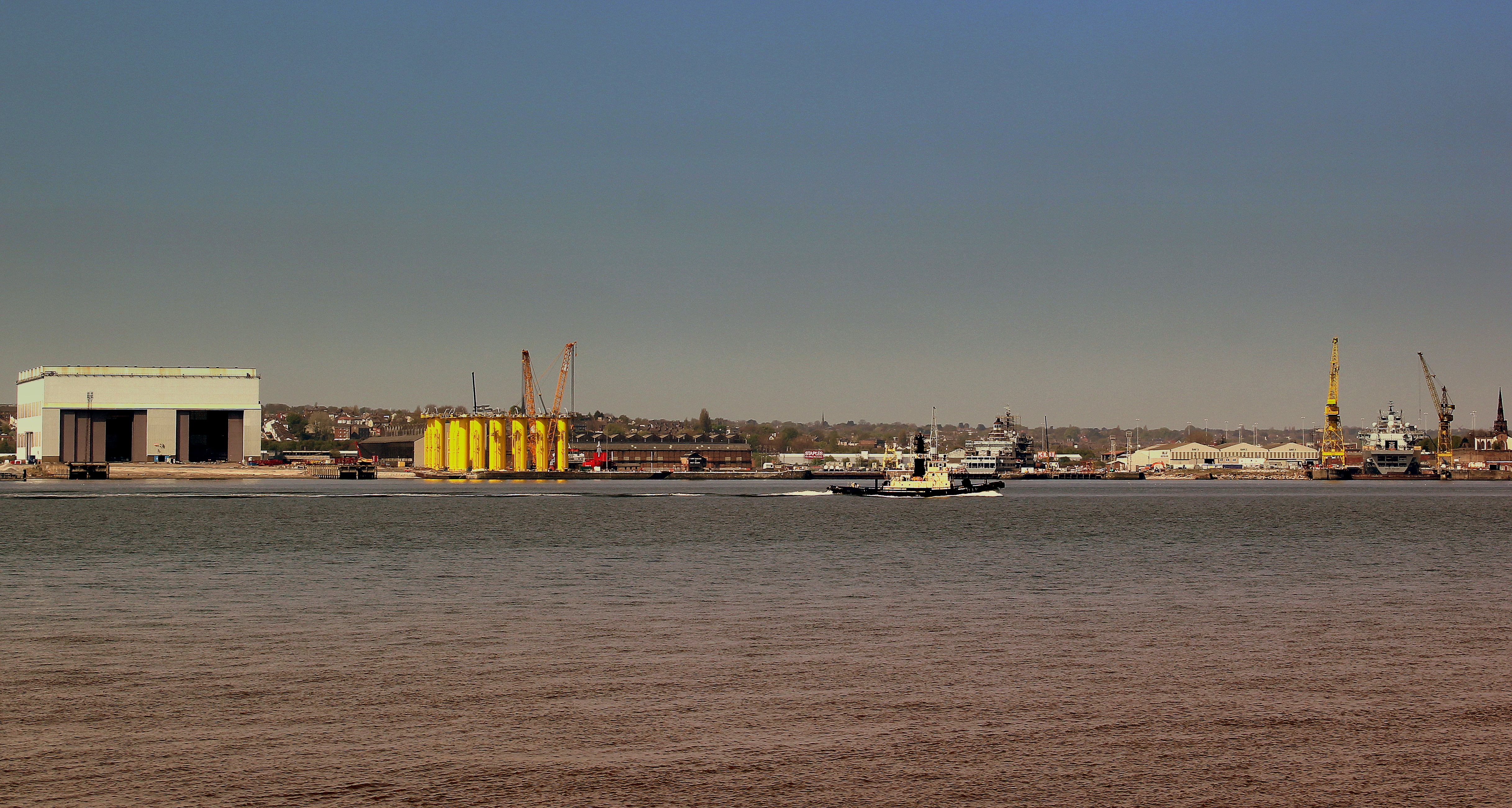
Loděnice Cammell Laird

Roku 1824 skotský podnikatel William Laird založil společnost Birkenhead Iron Works. Roku 1828 se k němu připojil syn John Laird a ve stejném roce společnost postavila své první železné plavidlo. John Laird rozeznal potenciál stavby plavidel z železa a oceli a loděnice se v této oblasti dokázala prosadit. Roku 1858 postavila ocelovou paroloď Ma Roberts pro Livingstonovu expedici po řece Zambezi. Roku 1860 se k Johnu Lairdovi připojili jeho tři synové, přičemž společnost byla přejmenována na John Laird, Sons & Co. a po Johnově smrti roku 1874 na Laird Brothers. Roku 1903 došlo ke spojení společností Laird Brothers a Johnson Cammell & Co, čímž vznikla loděnice Cammell Laird.
V době první světové války loděnice dodala řadu válečných lodí včetně ponorek, torpédoborců a lehkých křižníků. V meziválečné době postavila například bitevní loď HMS Rodney (29) a letadlovou loď HMS Ark Royal. Pokračovala i ve stavbě civilních lodí. Například roku 1938 byla spuštěna pasažérská loď RMS Mauretania. Za druhé světové války byla loděnice důležitým stavitelem lodí i opravárenským centrem. Za války dodala téměř 200 civilních i válečných lodí. Mezi nimi bitevní loď HMS Prince of Wales.
Roku 1955 loděnice dokončila letadlovou loď HMS Ark Royal (R09).
V roce 1977 byla společnost Cammell Laird znárodněna spolu se zbytkem britského loďařského průmyslu jako British Shipbuilders. V loděnici byl vyroben model žluté ponorky inspirovaný skladbou The Beatles Yellow Submarine. V roce 1984 byl vystaven na zahradnickém festivalu International Garden Festival v Liverpoolu. V roce 1986 pak byla loděnice privatizována jako součást společnosti Vickers Shipbuilding and Engineering (VSEL). Po dokončení konvenční ponorky třídy Upholder HMS Unicorn se společnost VSEL rozhodla loděnici uzavřít.
Společnost Coastline Group začala část loděnice využívat k opravám lodí. Později se rozšířila a získala název Cammell Laird. V roce 2001 byla společnost nucena vstoupit do nucené správy a byla převzata a uzavřena skupinou A&P Group. O dva roky později A&P Group prodala loděnici společnosti Northwestern Shiprepairers and Shipbuilders, která roku 2007 získala práva na jméno Cammell Laird.
Roku 2010 se loděnice vrátila ke stavbě lodí výrobou čísti stavebních bloků pro letadlové lodě třídy Queen Elizabeth. Poté nějaký čas stavěla převážně malé trajekty, ale roku 2015 získala zakázku na velkou výzkumnou loď RRS Sir David Attenborough. Projekt Sir David Attenborough však pro loděnici znamenal značné finanční ztráty. Roku 2023 se společnost Cammell Laird spojila se společnostmi A&P Falmouth a A&P Tyne, čímž vznikla společnost APCL, největší komerční opravna lodí ve Spojeném království. Cammell Laird získala několik smluv na údržbu plavidel Royal Fleet Auxiliary, takže roku 2024 odpovídala za údržbu čtyř tankerů třídy Tide, dvou tankerů třídy Wave, RFA Fort Victoria, RFA Proteus (K60) a RFA Stirling Castle (M01). Loděnice Cammell Laird se podílí na stavbě sekcí pro fregaty Typu 26 Glasgow a jaderné raketonosné ponorky třídy Dreadnought. V projektu ponorek třídy Dreadnought je Cammel Laird externím partnerem společnosti BAE Systems, která je hlavním dodavatelem ponorek. V roce 2024 Cammell Laird zaměstnával okolo 650 zaměstnanců.

## Vybrané projekty

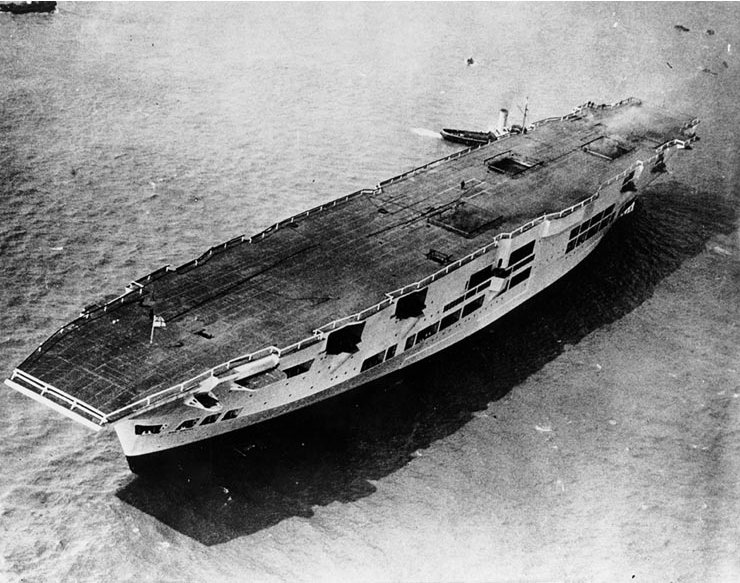
HMS Ark Royal (91) po spuštění na vodu

### Letadlové lodě
- Třída Queen Elizabeth (2 ks, centrální bloky 2 a 4)
- Třída Audacious (1 ks)
- Třída Colossus (1 ks)
- HMS Ark Royal (91)

### Bitevní lodě

Bitevní loď HMS Rodney (29) v loděnici Cammell Laird

- Třída Lion (1 ks) – stavba zrušena
- Třída King George V (1 ks)
- Třída Nelson (1 ks)
- Třída King George V (1 ks)
- Třída Duncan (1 ks)
- Třída Canopus (1 ks)
- Třída Majestic (1 ks)
- Třída Royal Sovereign (1 ks)

### Křižníky
- Třída Dido (3 ks) – protiletadlový křižník
- HMNZS Achilles (70) – lehký křižník
- Třída Carlisle (2 ks) – lehký křižník
- Třída Caledon (1 ks) – lehký křižník
- Třída Cambrian (2 ks) – lehký křižník
- Třída Caroline (1 ks) – lehký křižník
- Třída Birkenhead (2 ks) – lehký křižník
- Třída Chatham (1 ks) – lehký křižník
- Třída Topaze (2 ks) – chráněný křižník
- Třída Pathfinder (2 ks) – průzkumný křižník

### Torpédoborce
- Třída Sheffield (4 ks)
- Třída County (1 ks)
- Třída Battle (8 ks)
- Třída W a Z (2 ks)
- Třída U a V (2 ks)
- Třída S a T (4 ks)
- Třída Q a R (2 ks)

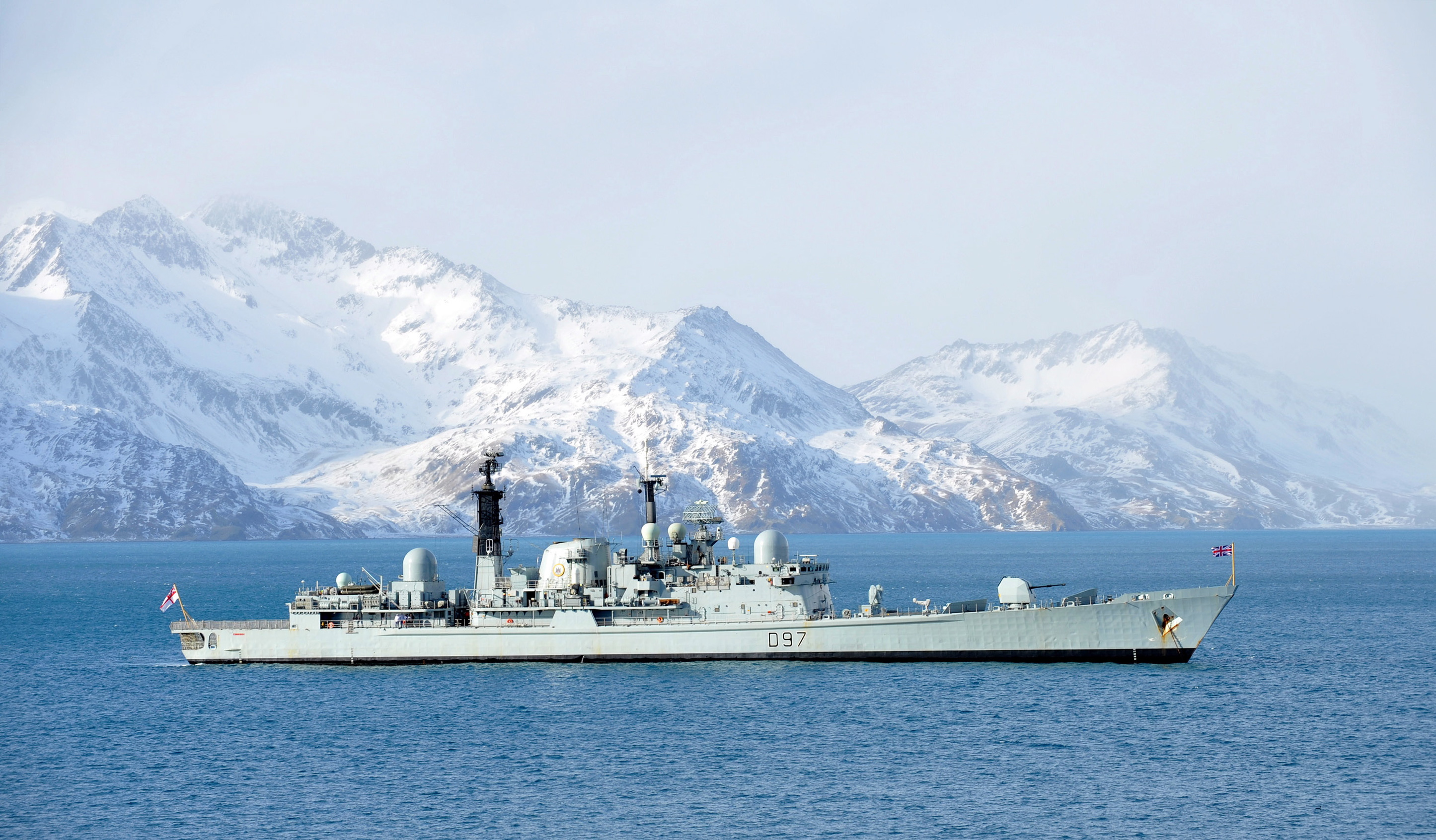
Torpédoborec třídy Sheffield HMS Edinburgh

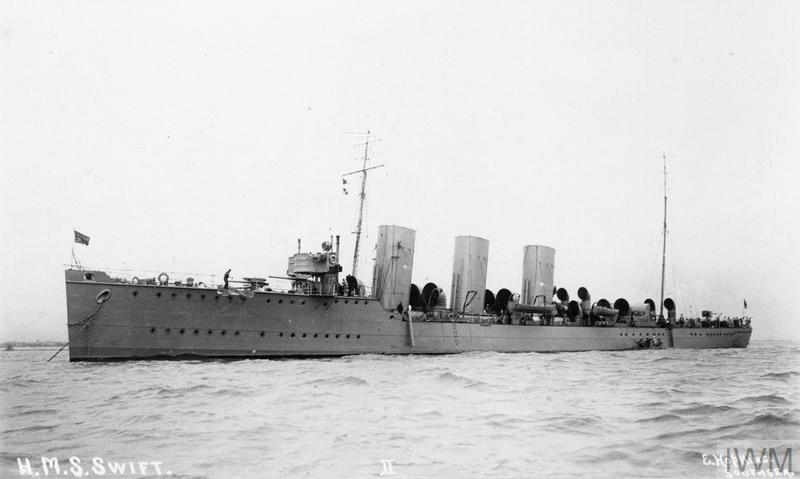
Torpédoborec HMS Swift

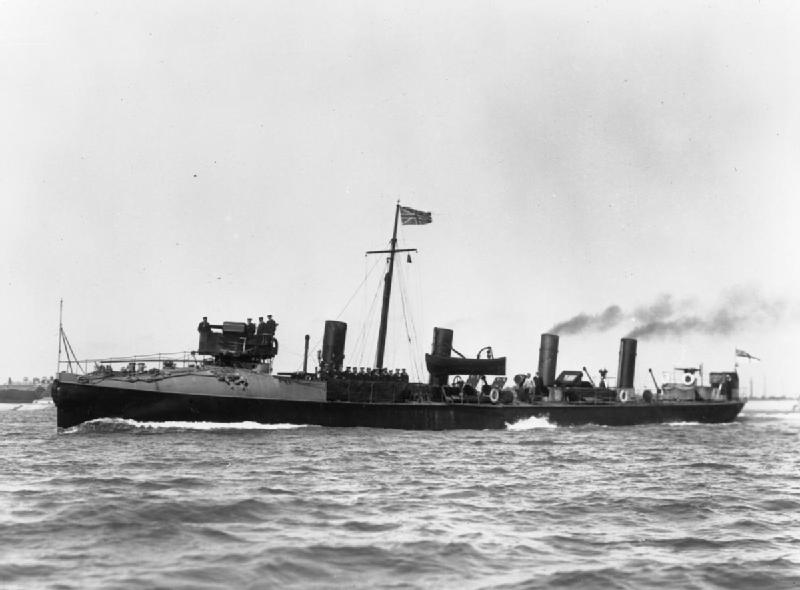
Torpédoborec třídy Ferret HMS Ferret

- Třída Hunt (8 ks) – eskortní torpédoborce
- Třída Buenos Aires (2 ks)
- Třída I (1 ks)
- Třída G a H (1 ks)
- Třída E a F (2 ks)
- Třída Scott (6 ks)
- Třída V a W (2 ks)
- Třída Parker (5 ks)
- Třída Marksman (4 ks)
- Třída Acasta (1 ks)
- Třída Acheron (2 ks)
- Třída Třída Aetos (4 ks)
- Třída Beagle (třída G) (3 ks)
- HMS Swift
- Třída Tribal (třída F) (1 ks)
- Třída River (třída E) (9 ks)
- Třída Lively (2 ks)
- HMS Orwell
- HMS Express
- Třída Earnest (6 ks)
- Třída Quail (4 ks)
- Třída Ferret (2 ks)
- Třída Banshee (3 ks)

### Fregaty

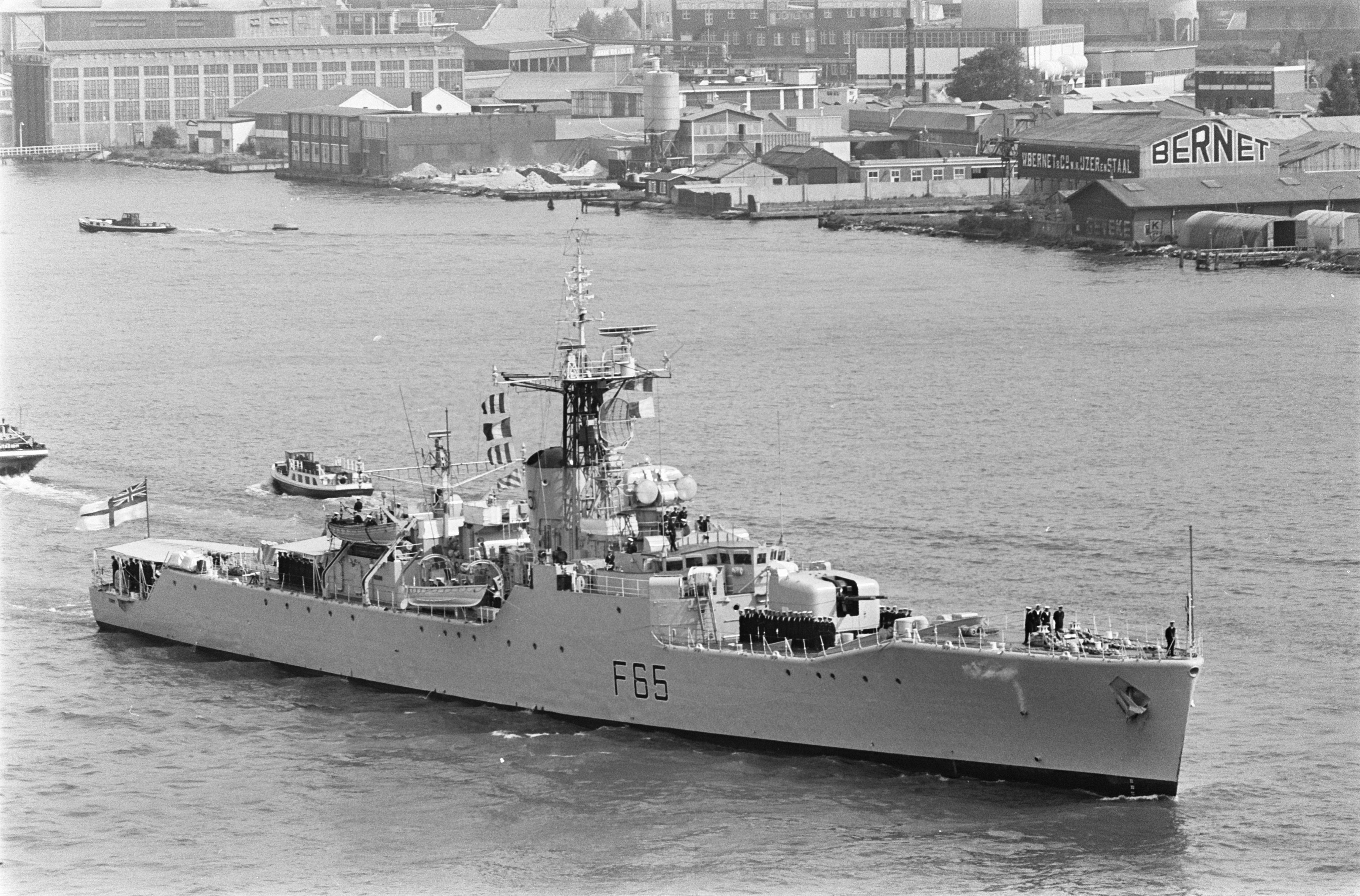
Fregata Typu 12 Whitby HMS Tenby

- Typ 22 Broadsword (1 ks)
- Typ 12I Leander (2 ks)
- Typ 12 Whitby (3 ks)

### Ponorky
- Třída Upholder (3 ks)

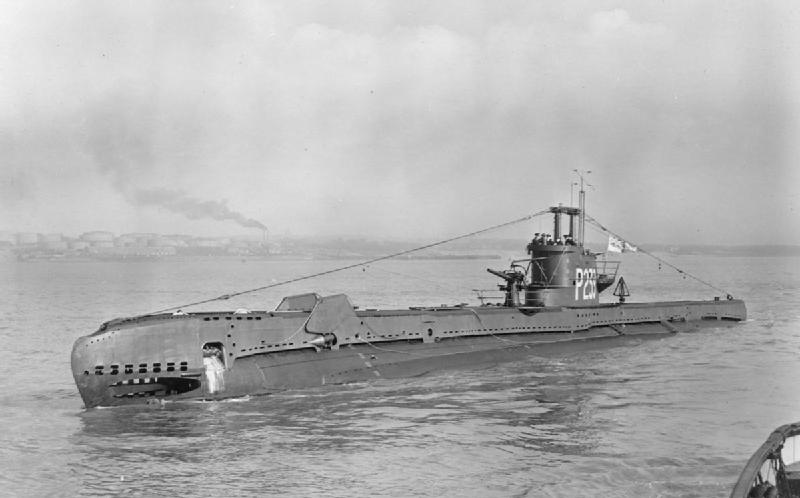
Ponorka třídy S HMS Surf

- Třída Valiant (1 ks) – útočná s jaderným pohonem
- Třída Resolution (2 ks) – raketonosná s jaderným pohonem
- Třída Oberon (4 ks)
- Třída Porpoise (3 ks)
- Třída Amphion (3 ks)
- Třída T (7 ks)
- Třída S (35 ks)
- Třída R (2 ks)
- Třída H (2 ks)
- Třída L (2 ks)
- Třída E (4 ks)

### Ostatní

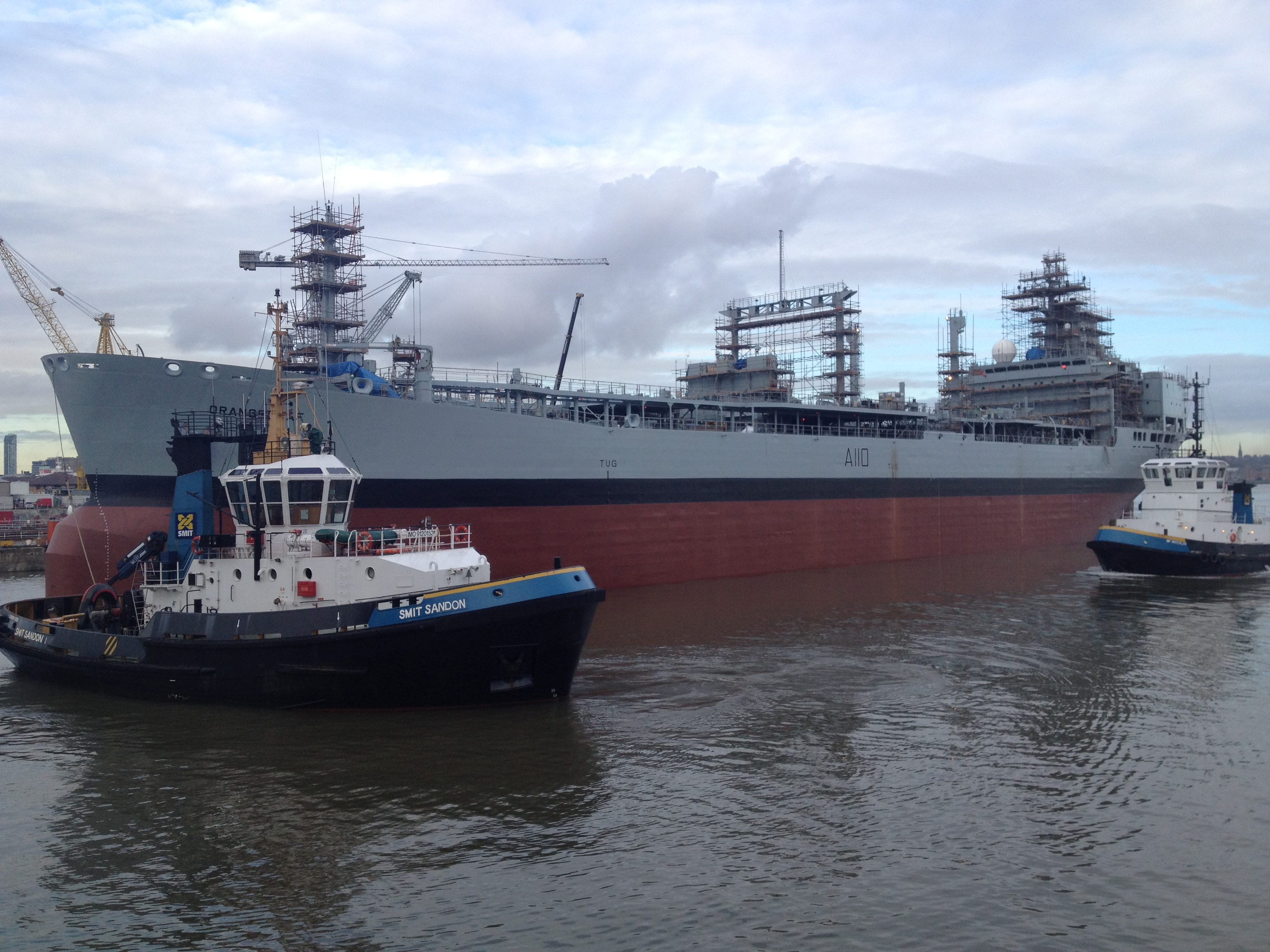
Tanker třídy Leaf RFA Orangeleaf (A110)

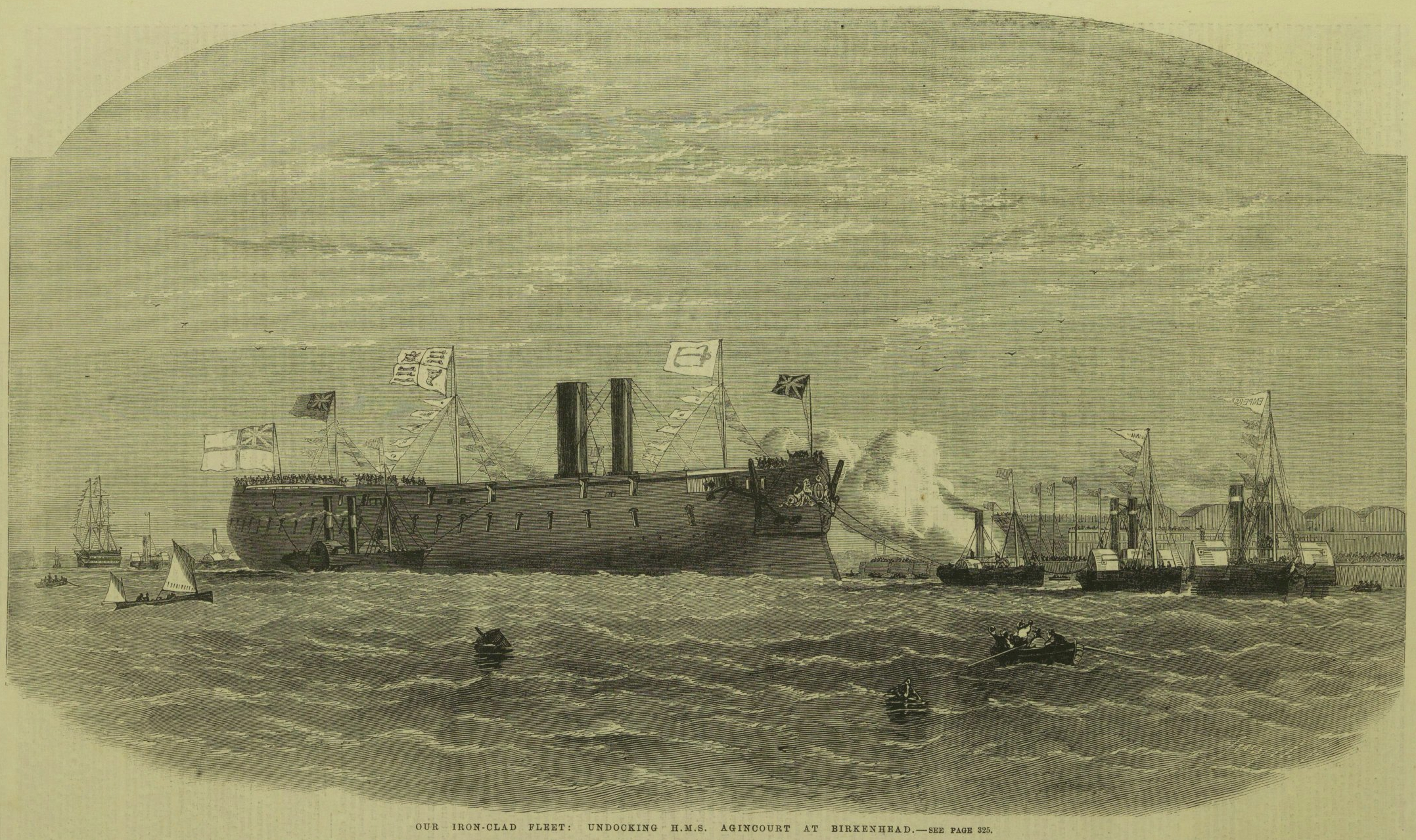
Obrněná fregata třídy Minotaur HMS Agincourt

- RRS Sir David Attenborough – výzkumná loď
- Třída Leaf (4 ks) – tanker RFA
- MV Empire MacColl – obchodní letadlová loď (MAC)
- Třída Black Swan (2 ks) – šalupa
- Třída Dale – tanker RFA
- ARA Presidente Sarmiento – cvičná loď
- Almirante Simpson – torpédový dělový člun
- ARA Libertad – pobřežní bitevní loď
- HMS Rattlesnake – torpédový dělový člun
- ARA Uruguay – korveta
- ARA Paraná – dělový člun
- HMS Captain – obrněná věžová loď
- Třída Schorpioen (1 ks) – monitor
- Huáscar – obrněná věžová loď
- Třída Minotaur (1 ks) – obrněná fregata
- Třída Scorpion (2 ks) – obrněné věžové lodě
- CSS Alabama – pomocný křižník

### Civilní lodě

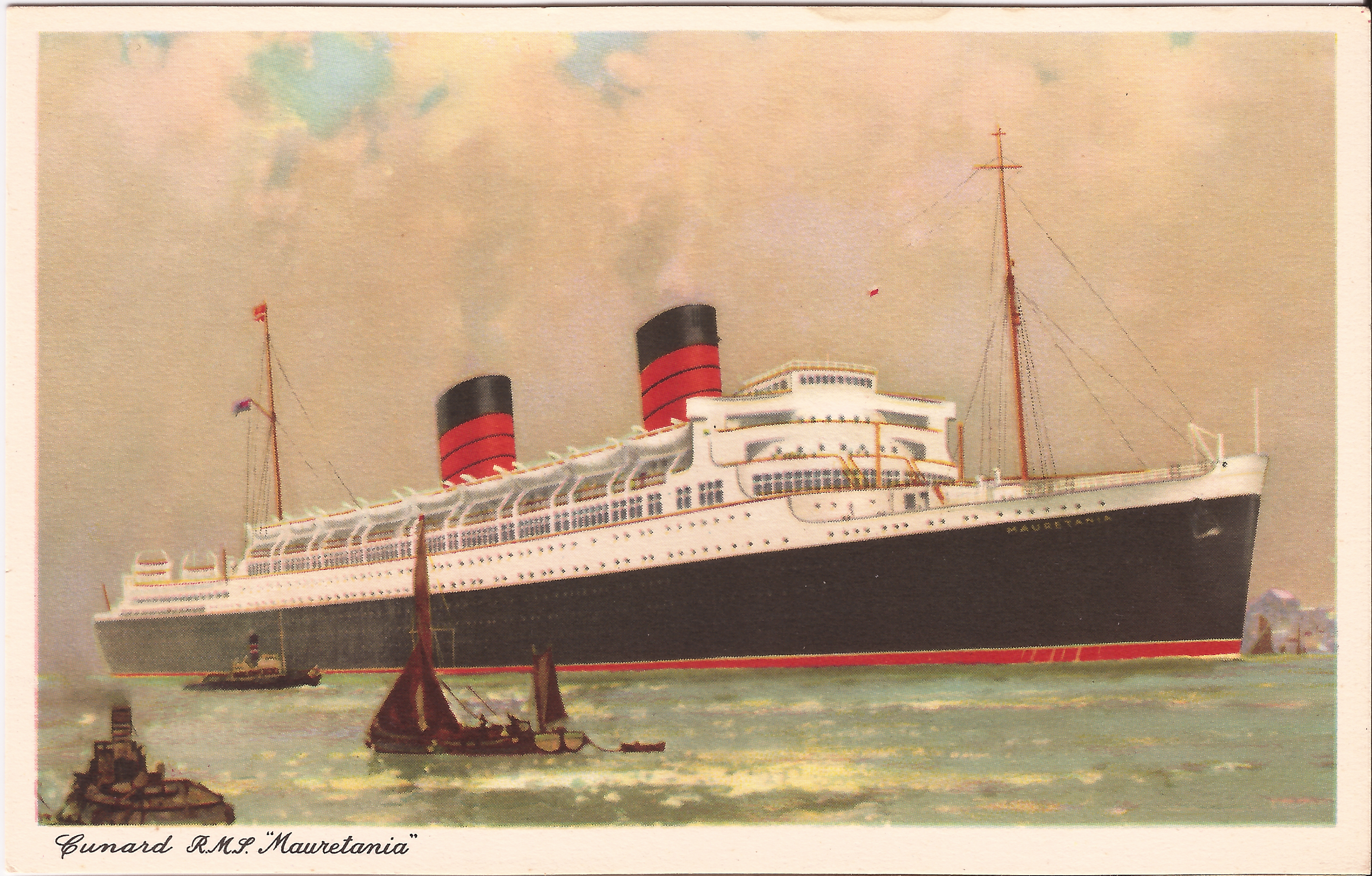
RMS Mauretania

- RMS Mauretania – pasažérská loď